# Arche Austria
Die Arche Austria – Verein zur Erhaltung seltener Nutztierrassen, früher nur Verein zur Erhaltung gefährdeter Haustierrassen (VEGH), bemüht sich in Zusammenarbeit mit anderen Erhaltungsprogrammen um die Erhaltung gefährdeter Nutztierrassen. So werden etwa 40 Rassen betreut. Rinder-, Schaf-, Schweinerassen usw. sind im Erhaltungsprogramm. Der Verein besteht seit 1987. Seine größten Erfolge sind die Erhaltung vor allem des Kärntner Brillenschafes, des Kärntner Blondviehs sowie anderer höchst gefährdeter Rassen.

## Ähnliche Initiativen
- Liste gefährdeter Nutztierrassen
- Arche Noah (Verein) – Schwesterprojekt des Vereins für Nutzpflanzen
- SAVE Foundation – Europäische Dachorganisation zur Sicherung der landwirtschaftlichen Artenvielfalt
- Österreichische Nationalvereinigung für Genreserven landwirtschaftlicher Nutztiere
- Gesellschaft zur Erhaltung alter und gefährdeter Haustierrassen
- Vielfältige Initiative zur Erhaltung alter und gefährdeter Haustierrassen (VIEH)
- ProSpecieRara
- Tierpark Arche Warder